# Przyroda w Kołobrzegu

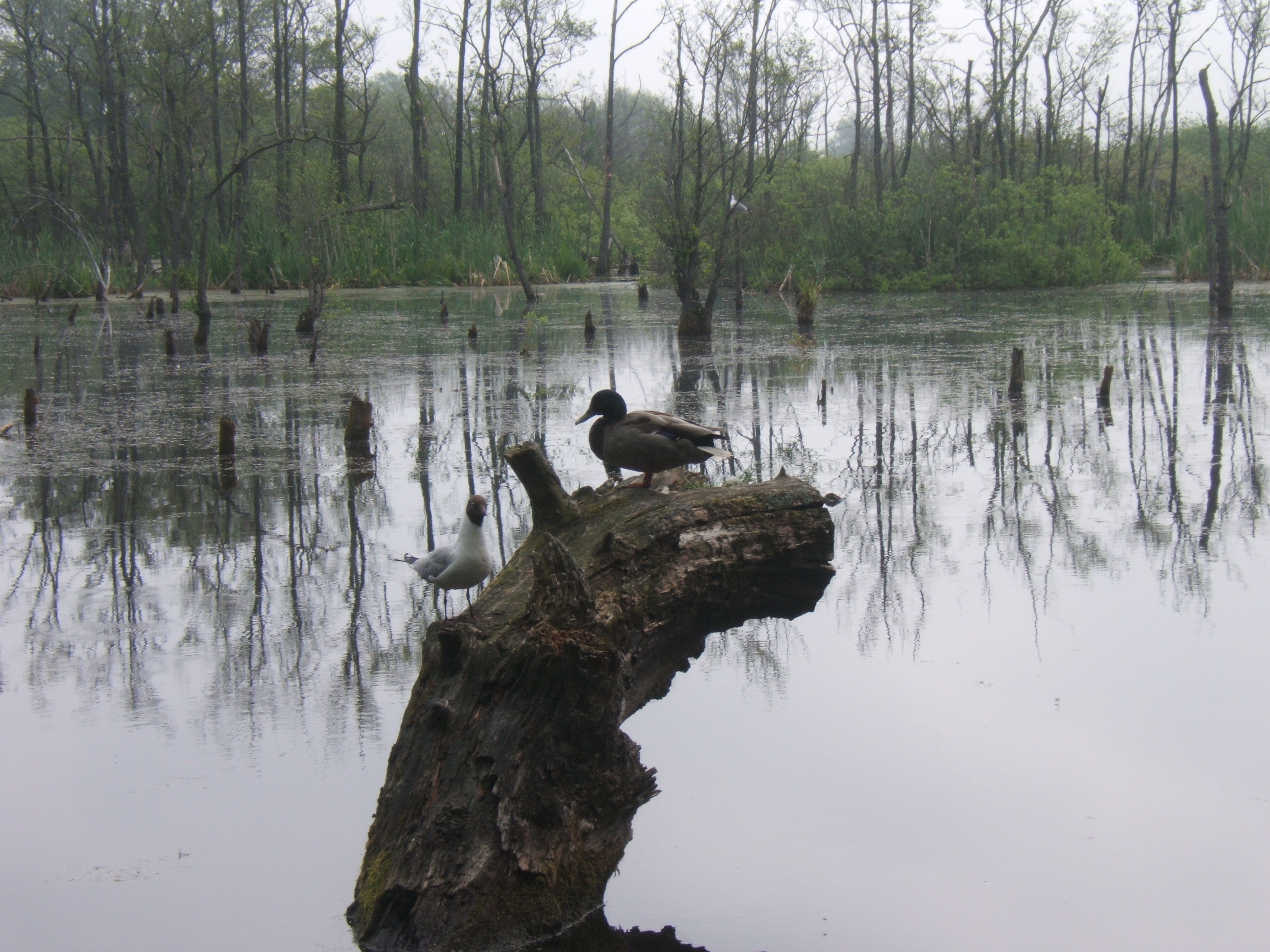
Ekopark Wschodni pod miastem

Według podziału geobotanicznego szaty roślinnej Polski miasto Kołobrzeg należy do krainy pobrzeża bałtyckiego w środkowoeuropejskiej prowincji niżowo-wyżynnej. Kraina Pobrzeże Bałtyckie charakteryzuje się zatorfionymi dolinami przymorskimi, wydmami z roślinnością piaskową oraz płaskimi płatami pomorskiej moreny dennej i wzgórzami moreny czołowej zajętymi przez lasy. Charakterystyczną roślinnością tej krainy są torfowiska wrzosowiskowe (właściwie wrzoścowe) oraz lasy bukowe i mieszane, olszyny, wilgotne bory sosnowe i lasy sosnowo-mieszane. Osobliwościami florystycznymi tych lasów są: jarząb szwedzki i wiciokrzew pomorski.
Terenem prawnie chronionym jest użytek ekologiczny Ekopark Wschodni w Podczelu, stanowiący zbiorowisko łąkowe i szuwarowe roślinności halofilnej z wieloma gatunkami słonorośli mających tu jedyne stanowisko w Polsce. Jest to również miejsce gniazdowania i pobytu chronionych gatunków awifauny (łabędź, czapla).
Część terenów miasta znajduje się w granicach obszaru Natura 2000 (specjalny obszar ochrony siedlisk) o nazwie Trzebiatowsko-Kołobrzeski Pas Nadmorski.

## Zieleń miejska

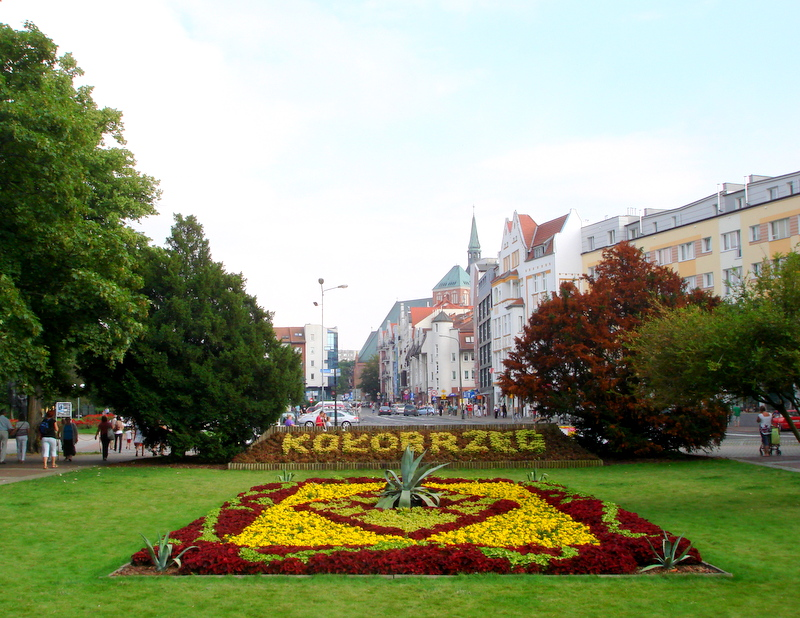
Park 18 Marca

Parki miejskie wraz ze skwerami zajmują łącznie powierzchnię 120 ha i stanowią atrakcję turystyczną z uwagi na wiele cennych okazów drzew pomnikowych.
- Park 18 Marca
- Park im. 3 Dywizji Piechoty (przy ul. Koszalińskiej) - o powierzchni 4,5 ha[1], założony w XIX w.
- Park im. Aleksandra Fredry (dawniej Park Przyjaźni Polsko-Radzieckiej) - założony w XIX w., o powierzchni 26,7 ha[1]
- Park im. Generała Jana Henryka Dąbrowskiego
- Park im. Jedności Narodowej (dawniej Park Zachodni) o powierzchni 6,5 ha[1], stanowi fragment historycznego założenia parkowego, w przeważającej części zajmowanego obecnie przez jednostkę wojskową.
- Park im. Stefana Żeromskiego – nadmorski park zdrojowy o powierzchni 31,1 ha[1], należy do obiektów szczególnie chronionych, z licznymi okazami starych i rzadko spotykanych drzew. Znajdują się tu aleje wysadzane jaworami, topolami i jarzębami. W części wschodniej park przechodzi w bujny las, w którym rosną stare dęby, potężne jodły i bluszcz. Park założony został w XIX w.
- park Teatralny

### Skwery

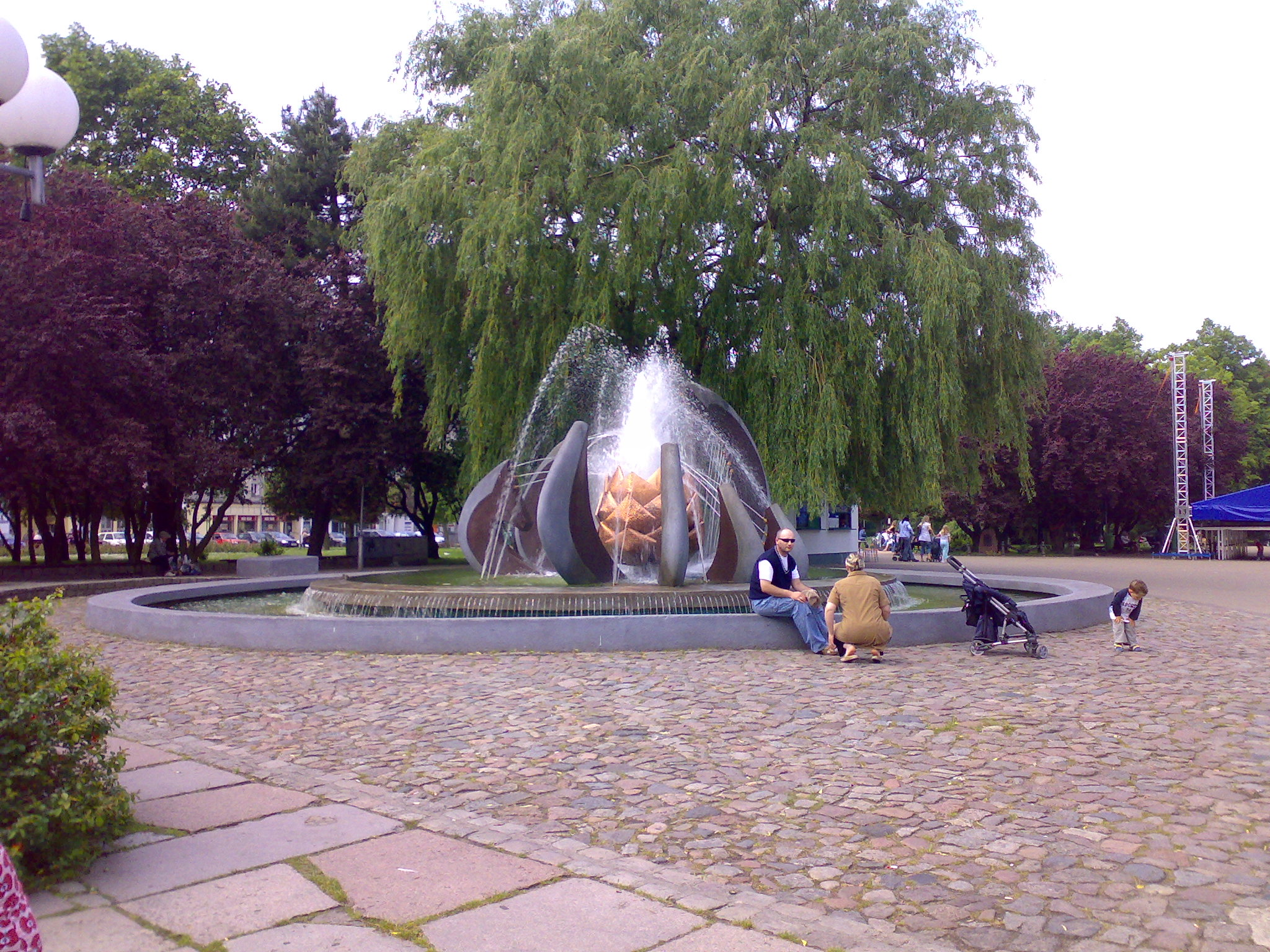
Fontanna przy Skwerze Pionierów

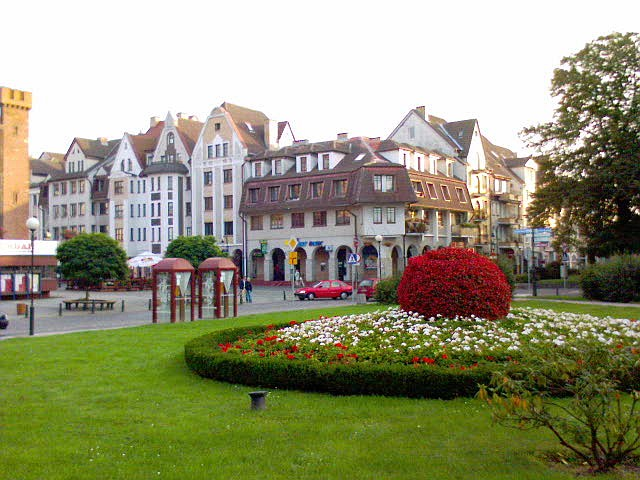
Skwer przy pl. Ratuszowym

- skwer 750-lecia - znajduje się naprzeciwko Sądu Rejonowego, utworzony 23 maja 2005 r. z okazji 750-lecia nadania praw miejskich; znajduje się w nim obelisk pamiątkowy, autorstwa rzeźbiarza Romualda Wiśniewskiego.
- skwer Balladyny
- skwer Kordiana
- skwer Pana Tadeusza
- skwer Pionierów Kołobrzegu - w nim kamienie upamiętniające pierwszych mieszkańców ziemi kołobrzeskiej, latem odbywają się tu liczne imprezy kulturalne (m.in. Interfolk), a także koncerty i jarmarki.
- skwer Miast Partnerskich - znajduje się przy ul. Armii Krajowej
- skwer kmdr. Stanisława Mieszkowskiego - utworzony został 23 czerwca 2007 r. podczas obchodów 75 Centralnych Obchodów Dni Morza, w nim znajduje się pomnik upamiętniający kmdr Stanisława Mieszkowskiego pierwszego polskiego kapitana Portu Kołobrzeg. Autorem pomnika i wykonawcą odlewu jest rzeźbiarz Romuald Wiśniewski. Skwer znajduje się w okolicach latarni morskiej.

## Pomniki przyrody
- grupa dębów (5 szt.) przy amfiteatrze w Kołobrzegu o obwodzie: 380, 385, 390, 403, 510 cm i wysokości 17–20 m oraz buk zwyczajny o obwodzie 367 cm i wysokości 20 m;
- zespół buków i daglezji w parku leśnym w Podczelu oraz kwitnąca odmiana bluszczu na olszy czarnej o rozpiętości 10 m i wysokości 15–17 m, grupa 8 dębów szypułkowych o obwodzie 240–430 cm i wysokości 18–20 m, pojedyncze okazy grabu pospolitego o obwodzie 160 cm i wysokości 16 m i buku zwyczajnego;
- buk na placu 18 marca - obwód: 400 cm, wysokość: 26 m, wiek: ok. 200 lat
- buk w parku im. gen. Henryka Dąbrowskiego – 7 drzew, o obwodach 336–484 cm,
- buk 150-letni o pięknej rozłożystej koronie obwód 208 cm na skwerze przy zbiegu ulic 18 Marca i Dworcowej w Kołobrzegu;
- jodła kalifornijska o obwodzie 250 cm i wysokości 35 m w parku miejskim koło amfiteatru w Kołobrzegu;
- aleja platanów wzdłuż ulicy Łopuskiego przy szpitalu;
- topola czarna o obwodzie 1065 cm i wysokości 30 m przy ul.Solnej w Kołobrzegu (działka nr 29/1);
- topola czarna o obwodzie 404 cm i wysokości 17 m w Kołobrzegu (działka nr 51/1)
- cypryśnik błotny – obwód: 220 cm, park nadmorski
- aleja grabowa wzdłuż ulicy Towarowej w Kołobrzegu;
- kasztanowiec czerwony – obwód: 385 cm, plac 18 Marca
- korkowiec amurski – obwód: 212 cm, ul. Szpitalna
- lipa drobnolistna – 2 drzewa, obwody: 515 cm i 320 cm, ul. Frankowskiego
- platan klonolistny – 74 drzewa, o obwodach 150–350 cm, ul. Łopuskiego